# Marguerite Brésil
Pour les articles homonymes, voir Brésil (homonymie).
Marguerite Lucile Brésil, née le 19 août 1880 à Sermaises (Loiret) et morte le 1er février 1961 dans le 16e arrondissement de Paris, est une actrice française de théâtre et de cinéma de la période du cinéma muet.

## Biographie
Fille de Léon Brésil (1850-1919), journaliste au Figaro, petite-fille de l'acteur et auteur dramatique Jules Brésil (1818-1899), Marguerite Brésil fait ses débuts au théâtre en 1899, dans Petit Chagrin. Elle joue dans tous les grands théâtres de Paris et interprète le rôle-titre dans Zaza, la pièce de Pierre Berton et Charles Simon — créée au Théâtre du Vaudeville à Paris, en mai 1898 — lors d'une reprise de la pièce.
Des photos d'elle sont apparues sur des cartes postales de la Belle Époque et elle a popularisé la coiffure Récamier.
Marguerite Brésil repose au cimetière du Montparnasse (7e division).

## Théâtre
- 1899 : Petit Chagrin
- 1901 : La Revue des Variétés, Théâtre des Variétés
- 1903 : Paris aux Variétés, Théâtre des Variétés
- 1904 : La Dame du 23, Théâtre des Nouveautés
- 1908 : La Conquête des fleurs, Théâtre de l'Athénée
- 1908 : La Patronne, Théâtre du Vaudeville

## Filmographie
- 1908 : L'Homme aux gants blancs d'Albert Capellani : la demi-mondaine
- 1909 : Elle est partie de Georges Monca :
- 1910 : L'Infidélité d'Ernest (réalisateur anonyme) : Paméla
- 1911 : Le Dévouement de la receveuse des postes (réalisateur anonyme)